# Zdenka Grossmannová
Zdenka Grossmannová (* 17. listopadu 1965 Jindřichův Hradec) je bývalá československá vodní slalomářka, kajakářka závodící v kategorii K1.
Na mistrovstvích světa získala jednu stříbrnou (K1 družstva – 1991) a jednu bronzovou medaili (K1 družstva – 1989). Startovala na Letních olympijských hrách 1992 v Barceloně, kde skončila na sedmém místě.